# Ирландия на летних Олимпийских играх 2016
Ирландия на летних Олимпийских играх 2016 года была представлена 77 спортсменами в 13 видах спорта. Знаменосцем сборной Ирландии на церемонии открытия Игр стал двукратный бронзовый призёр Олимпийских игр боксёр Патрик Барнс, а на церемонии закрытия — гребец Гэри О’Донован, ставший на Играх вместе с братом Полом серебряным призёром в соревнованиях легковесных двоек парных. По итогам соревнований на счету ирландских спортсменов были 2 серебряные медали, что позволило сборной Ирландии занять 62-е место в неофициальном медальном зачёте.

## Медали
| Серебро |                              |                                                           |            |
| №       | Спортсмены                   | Вид спорта (дисциплина)                                   | Дата       |
| 1       | Гэри О’Донован Пол О’Донован | Академическая гребля (двойки парные, лёгкий вес, мужчины) | 12 августа |
| 2       | Аннализ Мёрфи                | Парусный спорт (Лазер Радиал, женщины)                    | 16 августа |

## Состав сборной
Академическая гребля
1. Гэри О’Донован
2. Пол О’Донован
3. Синид Дженнингс
4. Клэр Лэмб
5. Санита Пушпуре

 Бадминтон
1. Скотт Эванс
2. Хлоэ Меги

 Бокс
1. Пэдди Барнс
2. Дэвид Джойс
3. Стивен Доннели
4. Брендан Ирвайн
5. Майкл Конлан
6. Майкл О’Райли[3]
7. Джо Уорд
8. Кэти Тейлор

Велоспорт
 Шоссейный велоспорт
1. Дэниэл Мартин
2. Николас Роуч

 Трековый велоспорт
1. Шеннон Маккерли

 Гольф
1. Шеймус Пауэр
2. Патрик Харрингтон
3. Леона Магуайер
4. Стефани Мидоу

 Конный спорт
1. Грег Бродерик
2. Марк Кайл
3. Патрик Маккарти
4. Джонти Эванс
5. Джуди Рейнольдс
6. Клэр Эбботт

 Лёгкая атлетика
1. Томас Барр
2. Брендан Бойс
3. Марк Инглиш
4. Мик Клохиси
5. Пол Поллок
6. Алекс Райт
7. Кевин Сиуорд
8. Роберт Хеффернан
9. Бридж Коннолли
10. Лиззи Ли
11. Кира Магиан
12. Фионнуала Маккормак
13. Керри О’Флаэрти
14. Виктория Пенья
15. Сара Луиза Трейси
16. Мишель Финн
17. Кира Эверард

 Парусный спорт
1. Финн Линч
2. Мэттью Макговерн
3. Райан Ситон
4. Андреа Брюстер
5. Аннализ Мёрфи
6. Саския Тайди

 Плавание
1. Николас Куинн
2. Шейн Райан
3. Фиона Дойл

 Прыжки в воду
1. Оливер Дингли

 Современное пятиборье
1. Артур Ланиган-О’Киффе
2. Наталья Койл

 Спортивная гимнастика
1. Киран Биэн
2. Эллис О’Райли

 Триатлон
1. Брайан Кин
2. Эйлин Рид

 Хоккей на траве
1. Квота 1
2. Квота 2
3. Квота 3
4. Квота 4
5. Квота 5
6. Квота 6
7. Квота 7
8. Квота 8
9. Квота 9
10. Квота 10
11. Квота 11
12. Квота 12
13. Квота 13
14. Квота 14
15. Квота 15
16. Квота 16

## Результаты соревнований

### Академическая гребля
В следующий раунд из каждого заезда проходят несколько лучших экипажей (в зависимости от дисциплины). В отборочный заезд попадают спортсмены, выбывшие в предварительном раунде. В финал A выходят 6 сильнейших экипажей, остальные разыгрывают места в утешительных финалах B-F.
Мужчины
| Соревнование              | Спортсмены                   | Предварительный заезд | Предварительный заезд | Предварительный заезд | Отборочный заезд | Отборочный заезд | Отборочный заезд | Четвертьфинал | Четвертьфинал | Четвертьфинал | Полуфинал     | Полуфинал     | Полуфинал     | Финал | Финал | Итоговое место |
| Соревнование              | Спортсмены                   | Заезд                 | Время                 | Место                 | Заезд            | Время            | Место            | Заезд         | Время         | Место         | Заезд         | Время         | Место         | Время | Место | Итоговое место |
| ------------------------- | ---------------------------- | --------------------- | --------------------- | --------------------- | ---------------- | ---------------- | ---------------- | ------------- | ------------- | ------------- | ------------- | ------------- | ------------- | ----- | ----- | -------------- |
| двойки парные, лёгкий вес | Гэри О’Донован Пол О’Донован | 1                     | 6:23,72               | 1 Q                   | не участвовали   | не участвовали   | не участвовали   | не проводится | не проводится | не проводится | Полуфинал A/B | Полуфинал A/B | Полуфинал A/B | Финал | Финал |                |
| двойки парные, лёгкий вес | Гэри О’Донован Пол О’Донован | 1                     | 6:23,72               | 1 Q                   | не участвовали   | не участвовали   | не участвовали   | не проводится | не проводится | не проводится |               |               |               |       |       |                |

Женщины
| Соревнование              | Спортсмены           | Предварительный заезд | Предварительный заезд | Предварительный заезд | Отборочный заезд | Отборочный заезд | Отборочный заезд | Четвертьфинал | Четвертьфинал | Четвертьфинал | Полуфинал     | Полуфинал     | Полуфинал     | Финал | Финал | Итоговое место |
| Соревнование              | Спортсмены           | Заезд                 | Время                 | Место                 | Заезд            | Время            | Место            | Заезд         | Время         | Место         | Заезд         | Время         | Место         | Время | Место | Итоговое место |
| ------------------------- | -------------------- | --------------------- | --------------------- | --------------------- | ---------------- | ---------------- | ---------------- | ------------- | ------------- | ------------- | ------------- | ------------- | ------------- | ----- | ----- | -------------- |
| одиночки                  | Санита Пушпуре       | 3                     | 9:11,45               | 2 Q                   | не участвовала   | не участвовала   | не участвовала   | 4             | 7:28,68       | 4             | Полуфинал C/D | Полуфинал C/D | Полуфинал C/D | Финал | Финал |                |
| одиночки                  | Санита Пушпуре       | 3                     | 9:11,45               | 2 Q                   | не участвовала   | не участвовала   | не участвовала   | 4             | 7:28,68       | 4             |               |               |               |       |       |                |
| двойки парные, лёгкий вес | Клэр Лэмб Синид Линч | 3                     | 7:10,91               | 2 Q                   | не участвовали   | не участвовали   | не участвовали   | не проводится | не проводится | не проводится | Полуфинал A/B | Полуфинал A/B | Полуфинал A/B | Финал | Финал |                |
| двойки парные, лёгкий вес | Клэр Лэмб Синид Линч | 3                     | 7:10,91               | 2 Q                   | не участвовали   | не участвовали   | не участвовали   | не проводится | не проводится | не проводится |               |               |               |       |       |                |

### Бадминтон
Одиночный разряд
| Соревнование | Спортсмены  | Групповой этап | Групповой этап | Групповой этап | 1/8 финала | 1/4 финала | 1/2 финала | Финал | Итоговое место |
| Соревнование | Спортсмены  | 1 матч         | 2 матч         | Место          | 1/8 финала | 1/4 финала | 1/2 финала | Финал | Итоговое место |
| ------------ | ----------- | -------------- | -------------- | -------------- | ---------- | ---------- | ---------- | ----- | -------------- |
| мужчины      | Скотт Эванс | Группа         | Группа         | Группа         |            |            |            |       |                |
| мужчины      | Скотт Эванс |                |                |                |            |            |            |       |                |
| женщины      | Хлоэ Меги   | Группа         | Группа         | Группа         |            |            |            |       |                |
| женщины      | Хлоэ Меги   |                |                |                |            |            |            |       |                |

### Бокс
Квоты, завоёванные спортсменами являются именными. Если от одной страны путёвки на Игры завоюют два и более спортсмена, то право выбора боксёра предоставляется национальному Олимпийскому комитету. Соревнования по боксу проходят по системе плей-офф. Для победы в олимпийском турнире боксёру необходимо одержать либо четыре, либо пять побед в зависимости от жеребьёвки соревнований. Оба спортсмена, проигравшие в полуфинальных поединках, становятся обладателями бронзовых наград.
По итогам сезона 2014/2015 Мировой серии бокса путёвки на Игры получили сразу два ирландских боксёра: Пэдди Барнс и Майкл Конлан. Ещё одну лицензию завоевал Джо Уорд, ставший серебряным призёром чемпионата мира. 2 декабря 2015 года было объявлено, что после перераспределения лицензий в категории до 69 кг, на Играх выступит Стивен Доннелли.
Мужчины
| Категория | Спортсмены       | Первый раунд        | Второй раунд            | Четвертьфинал        | Полуфинал            | Финал                | Место                |
| Категория | Спортсмены       | Соперник Результат  | Соперник Результат      | Соперник Результат   | Соперник Результат   | Соперник Результат   | Место                |
| --------- | ---------------- | ------------------- | ----------------------- | -------------------- | -------------------- | -------------------- | -------------------- |
| до 49 кг  | Патрик Барнс (4) | не участвовал       | ESPС. Кармона П 1:2     | завершил выступление | завершил выступление | завершил выступление | завершил выступление |
| до 52 кг  | Брендан Ирвин    |                     |                         |                      |                      |                      |                      |
| до 56 кг  | Майкл Конлан     |                     |                         |                      |                      |                      |                      |
| до 60 кг  | Дэвид Джойс      | SEYА. Аллисоп В 3:0 | AZEА. Селимов (2) П 0:3 | завершил выступление | завершил выступление | завершил выступление | завершил выступление |
| до 69 кг  | Стивен Доннелли  | ALGЗ. Кедаш В 3:0   |                         |                      |                      |                      |                      |
| до 75 кг  | Майкл О’Райли    |                     |                         |                      |                      |                      |                      |
| до 81 кг  | Джо Уорд         |                     |                         |                      |                      |                      |                      |

Женщины
| Категория | Спортсмены  | Первый раунд       | Четвертьфинал      | Полуфинал          | Финал              | Место |
| Категория | Спортсмены  | Соперник Результат | Соперник Результат | Соперник Результат | Соперник Результат | Место |
| --------- | ----------- | ------------------ | ------------------ | ------------------ | ------------------ | ----- |
| до 60 кг  | Кэти Тейлор |                    |                    |                    |                    |       |

### Велоспорт

#### Шоссейный велоспорт
Мужчины
| Соревнование    | Спортсмены    | Время   | Место | Отставание |
| --------------- | ------------- | ------- | ----- | ---------- |
| групповая гонка | Дэниэл Мартин | 6:13:03 | 13    | +2:58      |
| групповая гонка | Николас Роуч  | 6:19,42 | 29    | +9:38      |

#### Трековый велоспорт
Кейрин
| Соревнование | Спортсмены      | Круг с хода | Круг с хода | Гонка по очкам | Гонка по очкам | Гонка с выбыванием | Гонка преследования | Гонка преследования | Скретч | Гит с места | Гит с места | Сумма очков | Итоговое место |
| Соревнование | Спортсмены      | Время       | Место       | Очки           | Место          | Место              | Время               | Место               | Место  | Время       | Место       | Сумма очков | Итоговое место |
| ------------ | --------------- | ----------- | ----------- | -------------- | -------------- | ------------------ | ------------------- | ------------------- | ------ | ----------- | ----------- | ----------- | -------------- |
| женщины      | Шеннон Маккерли |             |             |                |                |                    |                     |                     |        |             |             |             |                |

### Водные виды спорта

#### Плавание
В следующий раунд на каждой дистанции проходят спортсмены, показавшие лучший результат, независимо от места, занятого в своём заплыве.
Мужчины
| Дистанция                 | Спортсмены    | Предварительный раунд | Предварительный раунд | Предварительный раунд | Полуфинал            | Полуфинал            | Полуфинал            | Финал                | Финал                |
| Дистанция                 | Спортсмены    | Заплыв                | Результат             | Место                 | Заплыв               | Результат            | Место                | Результат            | Место                |
| ------------------------- | ------------- | --------------------- | --------------------- | --------------------- | -------------------- | -------------------- | -------------------- | -------------------- | -------------------- |
| 50 метров вольным стилем  | Шейн Райан    |                       |                       |                       |                      |                      |                      |                      |                      |
| 100 метров вольным стилем | Шейн Райан    | 3                     | 49,82                 | 40                    | завершил выступление | завершил выступление | завершил выступление | завершил выступление | завершил выступление |
| 100 метров на спине       | Шейн Райан    | 3                     | 53,85                 | 14 Q                  | 1                    | 54,40                | 16                   | завершил выступление | завершил выступление |
| 100 метров брассом        | Николас Куинн | 2                     | 1:01,29               | 33                    | завершил выступление | завершил выступление | завершил выступление | завершил выступление | завершил выступление |
| 200 метров брассом        | Николас Куинн | 2                     | 2:11,67               | 19                    | завершил выступление | завершил выступление | завершил выступление | завершил выступление | завершил выступление |

Женщины
| Дистанция          | Спортсмены | Предварительный раунд | Предварительный раунд | Предварительный раунд | Полуфинал             | Полуфинал             | Полуфинал             | Финал                 | Финал                 |
| Дистанция          | Спортсмены | Заплыв                | Результат             | Место                 | Заплыв                | Результат             | Место                 | Результат             | Место                 |
| ------------------ | ---------- | --------------------- | --------------------- | --------------------- | --------------------- | --------------------- | --------------------- | --------------------- | --------------------- |
| 100 метров брассом | Фиона Дойл | 5                     | 1:07,58               | 21                    | завершила выступление | завершила выступление | завершила выступление | завершила выступление | завершила выступление |
| 200 метров брассом | Фиона Дойл | 1                     | 2:29,76               | 25                    | завершила выступление | завершила выступление | завершила выступление | завершила выступление | завершила выступление |

#### Прыжки в воду
Мужчины
| Соревнование      | Спортсмены    | Предварительный раунд | Предварительный раунд | Полуфинал | Полуфинал | Финал     | Финал |
| Соревнование      | Спортсмены    | Результат             | Место                 | Результат | Место     | Результат | Место |
| ----------------- | ------------- | --------------------- | --------------------- | --------- | --------- | --------- | ----- |
| трамплин, 3 метра | Оливер Дингли |                       |                       |           |           |           |       |

### Гимнастика

#### Спортивная гимнастика
В квалификационном раунде проходил отбор, как в финал командного многоборья, так и в финалы личных дисциплин. В финал индивидуального многоборья отбиралось 24 спортсмена с наивысшими результатами, а в финалы отдельных упражнений по 8 спортсменов, причём в финале личных дисциплин страна не могла быть представлена более, чем 2 спортсменами. В командном многоборье в квалификации на каждом снаряде выступали по 4 спортсмена, а в зачёт шли три лучших результата. В финале командных соревнований на каждом снаряде выступало по три спортсмена и все три результата шли в зачёт.
Мужчины
Многоборья
| Соревнование      | Спортсмены | Квалификация        | Квалификация | Квалификация | Квалификация   | Квалификация        | Квалификация | Квалификация | Квалификация | Финал                | Финал                | Финал                | Финал                | Финал                | Финал                | Финал                | Финал                |
| Соревнование      | Спортсмены | Вольные выступления | Конь         | Кольца       | Опорный прыжок | Параллельные брусья | Перекладина  | Всего        | Место        | Вольные выступления  | Конь                 | Кольца               | Опорный прыжок       | Параллельные брусья  | Перекладина          | Всего                | Место                |
| ----------------- | ---------- | ------------------- | ------------ | ------------ | -------------- | ------------------- | ------------ | ------------ | ------------ | -------------------- | -------------------- | -------------------- | -------------------- | -------------------- | -------------------- | -------------------- | -------------------- |
| личное многоборье | Киран Биэн | 14,333              | 12,866       | 14,133       | 14,300         | 14,000              | 13,600       | 83,232       | 38           | Завершил выступление | Завершил выступление | Завершил выступление | Завершил выступление | Завершил выступление | Завершил выступление | Завершил выступление | Завершил выступление |

Индивидуальные упражнения
| Соревнование        | Спортсмены | Квалификация | Квалификация | Финал                | Финал                |
| Соревнование        | Спортсмены | Очки         | Место        | Очки                 | Место                |
| ------------------- | ---------- | ------------ | ------------ | -------------------- | -------------------- |
| вольные упражнения  | Киран Биэн | 14,333       | 33           | Завершил выступление | Завершил выступление |
| конь                | Киран Биэн | 12,866       | 64           | Завершил выступление | Завершил выступление |
| кольца              | Киран Биэн | 14,133       | 42           | Завершил выступление | Завершил выступление |
| параллельные брусья | Киран Биэн | 14,000       | 53           | Завершил выступление | Завершил выступление |
| перекладина         | Киран Биэн | 13,600       | 56           | Завершил выступление | Завершил выступление |

Женщины
Многоборья
| Соревнование      | Спортсмены    | Квалификация   | Квалификация        | Квалификация | Квалификация       | Квалификация | Квалификация | Финал                 | Финал                 | Финал                 | Финал                 | Финал                 | Финал                 |
| Соревнование      | Спортсмены    | Опорный прыжок | Разновысокие брусья | Бревно       | Вольные упражнения | Всего        | Место        | Опорный прыжок        | Разновысокие брусья   | Бревно                | Вольные упражнения    | Всего                 | Место                 |
| ----------------- | ------------- | -------------- | ------------------- | ------------ | ------------------ | ------------ | ------------ | --------------------- | --------------------- | --------------------- | --------------------- | --------------------- | --------------------- |
| личное многоборье | Эллис О’Райли | 13,266         | 12,300              | 10,700       | 11,666             | 47,932       | 57           | Завершила выступление | Завершила выступление | Завершила выступление | Завершила выступление | Завершила выступление | Завершила выступление |

Индивидуальные упражнения
| Соревнование        | Спортсмены    | Квалификация | Квалификация | Финал                 | Финал                 |
| Соревнование        | Спортсмены    | Очки         | Место        | Очки                  | Место                 |
| ------------------- | ------------- | ------------ | ------------ | --------------------- | --------------------- |
| разновысокие брусья | Эллис О’Райли | 12,300       | 71           | Завершила выступление | Завершила выступление |
| бревно              | Эллис О’Райли | 10,700       | 79           | Завершила выступление | Завершила выступление |
| вольные упражнения  | Эллис О’Райли | 11,666       | 79           | Завершила выступление | Завершила выступление |

### Гольф
Последний раз соревнования по гольфу в рамках Олимпийских игр проходили в 1904 году. Соревнования гольфистов пройдут на 18-луночном поле, со счётом 72 пар. Каждый участник пройдёт все 18 лунок по 4 раза.
Мужчины
| Соревнование | Спортсмены        | Первый раунд | Первый раунд | Второй раунд | Второй раунд | Третий раунд | Третий раунд | Четвёртый раунд | Четвёртый раунд | Итоговый результат | Итоговое место |
| Соревнование | Спортсмены        | Очки         | Место        | Очки         | Место        | Очки         | Место        | Очки            | Место           | Итоговый результат | Итоговое место |
| ------------ | ----------------- | ------------ | ------------ | ------------ | ------------ | ------------ | ------------ | --------------- | --------------- | ------------------ | -------------- |
| мужчины      | Патрик Харрингтон |              |              |              |              |              |              |                 |                 |                    |                |
| мужчины      | Шеймус Пауэр      |              |              |              |              |              |              |                 |                 |                    |                |

Женщины
| Соревнование | Спортсмены     | Первый раунд | Первый раунд | Второй раунд | Второй раунд | Третий раунд | Третий раунд | Четвёртый раунд | Четвёртый раунд | Итоговый результат | Итоговое место |
| Соревнование | Спортсмены     | Очки         | Место        | Очки         | Место        | Очки         | Место        | Очки            | Место           | Итоговый результат | Итоговое место |
| ------------ | -------------- | ------------ | ------------ | ------------ | ------------ | ------------ | ------------ | --------------- | --------------- | ------------------ | -------------- |
| женщины      | Леона Магуайер |              |              |              |              |              |              |                 |                 |                    |                |
| женщины      | Стефани Мидоу  |              |              |              |              |              |              |                 |                 |                    |                |

### Конный спорт
Выездка
Соревнования по выездке включали в себе три теста высшего уровня сложности по системе Международной федерации конного спорта (FEI): Большой Приз (англ. Grand Prix), Переездка Большого Приза (англ. Grand Prix Special) и КЮР Большого приза (англ. Grand Prix Freestyle). Итоговая оценка в каждом из тестов рассчитывалась, как среднее арифметическое значение оценок семи судей.
| Соревнование   | Спортсмены                           | Большой Приз | Большой Приз | Переездка Большого Приза | Переездка Большого Приза | КЮР Большого Приза | КЮР Большого Приза |
| Соревнование   | Спортсмены                           | Результат    | Место        | Результат                | Место                    | Результат          | Место              |
| -------------- | ------------------------------------ | ------------ | ------------ | ------------------------ | ------------------------ | ------------------ | ------------------ |
| личная выездка | Джуди Рейнольдс лошадь — Vancouver K | 74,700       | 21 Q         |                          |                          |                    |                    |

Троеборье
Троеборье состоит из манежной езды, полевых испытаний и конкура. В выездке оценивается степень контроля всадника над лошадью и способность выполнить обязательные элементы выступления. Также при выступлении оценивается внешний вид лошади и всадника. Жюри выставляет, как положительные оценки за удачно выполненные упражнения, так и штрафные баллы за различного рода ошибки. После окончания выступления по специальной формуле вычисляется количество штрафных очков. Соревнования по кроссу требуют от лошади и её наездника высокой степени физической подготовленности и выносливости. Дистанция для кросса достаточно протяжённая и имеет множество препятствий различного типа. Штрафные очки во время кросса начисляются за сбитые препятствия, за превышение лимита времени и за опасную езду. В конкуре за каждое сбитое препятствие спортсмену начисляются 4 штрафных балла, а за превышение лимита времени 1 штрафное очко (за каждую каждую, сверх нормы времени, начатую секунду).
| Соревнование        | Спортсмены                                         | Выездка | Кросс  | Кросс  | Конкур               | Конкур               | Финальный конкур      | Финальный конкур      | Всего                | Всего                |                      |                      |
| Соревнование        | Спортсмены                                         | Штраф   | Штраф  | Штраф  | Штраф                | Штраф                | Штраф                 | Штраф                 | Всего                | Всего                |                      |                      |
| Соревнование        | Спортсмены                                         | Баллы   | Прыжки | Время  | Прыжки               | Время                | Прыжки                | Время                 | Результат            | Место                |                      |                      |
| ------------------- | -------------------------------------------------- | ------- | ------ | ------ | -------------------- | -------------------- | --------------------- | --------------------- | -------------------- | -------------------- | -------------------- | -------------------- |
| личное троеборье    | Джонти Эванс лошадь — Cooley Rorkes Drift          | 41,80   | 0,00   | 22,80  | 0                    | 0,00                 | 0                     | 0,00                  | 64,60                | 9                    |                      |                      |
| личное троеборье    | Марк Кайл лошадь — Jemilia                         | 50,40   | 20,00  | 30,80  | 8                    | 0,00                 | завершил выступление  | завершил выступление  | 109,20               | 33                   |                      |                      |
| личное троеборье    | Клэр Эбботт лошадь — Euro Prince                   | 47,00   | 40,00  | 25,60  | 0                    | 0,00                 | завершила выступление | завершила выступление | 112,60               | 36                   |                      |                      |
| личное троеборье    | Патрик Маккарти лошадь — Simon Porloe              | 46,80   | DSQ    | DSQ    | завершил выступление | завершил выступление | завершил выступление  | завершил выступление  | завершил выступление | завершил выступление | завершил выступление | завершил выступление |
| командное троеборье | Клэр Эбботт Джонти Эванс Марк Кайл Патрик Маккарти | 135,60  | 123,80 | 123,80 | 8,00                 | 8,00                 | не проводится         | не проводится         | 286,40               | 8                    |                      |                      |

Конкур
В каждом из раундов спортсменам необходимо было пройти дистанцию с разным количеством препятствий и разным лимитом времени. За каждое сбитое препятствие спортсмену начислялось 4 штрафных балла, за превышение лимита времени 1 штрафное очко (за каждые 5 секунд). В финал личного первенства могло пройти только три спортсмена от одной страны. Командный конкур проводился в рамках второго и третьего раунда индивидуальной квалификации. В зачёт командных соревнований шли три лучших результата, показанные спортсменами во время личного первенства. Если спортсмен выбывал из индивидуальных соревнований после первого или второго раундов, то он всё равно продолжал свои выступления, но результаты при этом шли только в командный зачёт.
| Соревнование  | Спортсмены                          | Квалификация | Квалификация | Квалификация | Квалификация | Квалификация | Квалификация | Квалификация | Квалификация | Финал   | Финал   | Финал   | Финал | Финал | Итоговое место |
| Соревнование  | Спортсмены                          | 1 раунд      | 1 раунд      | 2 раунд      | Всего        | Всего        | 3 раунд      | Всего        | Всего        | Финал A | Финал A | Финал B | Всего | Всего | Итоговое место |
| Соревнование  | Спортсмены                          | Штраф        | Место        | Штраф        | Штраф        | Место        | Штраф        | Штраф        | Место        | Штраф   | Место   | Штраф   | Штраф | Место | Итоговое место |
| ------------- | ----------------------------------- | ------------ | ------------ | ------------ | ------------ | ------------ | ------------ | ------------ | ------------ | ------- | ------- | ------- | ----- | ----- | -------------- |
| личный конкур | Грег Бродерик лошадь — Going Global |              |              |              |              |              |              |              |              |         |         |         |       |       |                |

### Лёгкая атлетика
Мужчины
Беговые дисциплины
| Дисциплина                    | Спортсмен   | Предварительный раунд | Предварительный раунд | Предварительный раунд | Четвертьфиналы | Четвертьфиналы | Четвертьфиналы | Полуфиналы | Полуфиналы | Полуфиналы | Финал | Финал |
| Дисциплина                    | Спортсмен   | Забег                 | Время                 | Место                 | Забег          | Время          | Место          | Забег      | Время      | Место      | Время | Место |
| ----------------------------- | ----------- | --------------------- | --------------------- | --------------------- | -------------- | -------------- | -------------- | ---------- | ---------- | ---------- | ----- | ----- |
| бег на 800 метров             | Марк Инглиш |                       |                       |                       | не проводится  | не проводится  | не проводится  |            |            |            |       |       |
| бег на 400 метров с барьерами | Томас Барр  |                       |                       |                       | не проводится  | не проводится  | не проводится  |            |            |            |       |       |

Шоссейные дисциплины
| Дисциплина              | Спортсмен        | Время | Место | Отставание |
| ----------------------- | ---------------- | ----- | ----- | ---------- |
| марафон                 | Пол Поллок       |       |       |            |
| марафон                 | Кевин Сиуорд     |       |       |            |
| марафон                 | Мик Клохиси      |       |       |            |
| ходьба на 20 километров | Алекс Райт       |       |       |            |
| ходьба на 50 километров | Роберт Хеффернан |       |       |            |
| ходьба на 50 километров | Брендан Бойс     |       |       |            |
| ходьба на 50 километров | Алекс Райт       |       |       |            |

Женщины
Беговые дисциплины
| Дисциплина                         | Спортсмен         | Предварительный раунд | Предварительный раунд | Предварительный раунд | Четвертьфиналы | Четвертьфиналы | Четвертьфиналы | Полуфиналы    | Полуфиналы    | Полуфиналы    | Финал | Финал |
| Дисциплина                         | Спортсмен         | Забег                 | Время                 | Место                 | Забег          | Время          | Место          | Забег         | Время         | Место         | Время | Место |
| ---------------------------------- | ----------------- | --------------------- | --------------------- | --------------------- | -------------- | -------------- | -------------- | ------------- | ------------- | ------------- | ----- | ----- |
| бег на 800 метров                  | Кира Эверард      |                       |                       |                       | не проводится  | не проводится  | не проводится  |               |               |               |       |       |
| бег на 1500 метров                 | Кира Магиан       |                       |                       |                       | не проводится  | не проводится  | не проводится  |               |               |               |       |       |
| бег на 3000 метров с препятствиями | Сара Луиза Трейси |                       |                       |                       | не проводится  | не проводится  | не проводится  | не проводится | не проводится | не проводится |       |       |
| бег на 3000 метров с препятствиями | Мишель Финн       |                       |                       |                       | не проводится  | не проводится  | не проводится  | не проводится | не проводится | не проводится |       |       |
| бег на 3000 метров с препятствиями | Керри О’Флаэрти   |                       |                       |                       | не проводится  | не проводится  | не проводится  | не проводится | не проводится | не проводится |       |       |

Шоссейные дисциплины
| Дисциплина | Спортсмен           | Время | Место | Отставание |
| ---------- | ------------------- | ----- | ----- | ---------- |
| марафон    | Фионнуала Маккормак |       |       |            |
| марафон    | Лиззи Ли            |       |       |            |
| марафон    | Бридж Коннолли      |       |       |            |

Технические дисциплины
| Дисциплина      | Спортсмен      | Квалификация | Квалификация | Финал     | Финал |
| Дисциплина      | Спортсмен      | Результат    | Место        | Результат | Место |
| --------------- | -------------- | ------------ | ------------ | --------- | ----- |
| прыжок с шестом | Виктория Пенья |              |              |           |       |

### Парусный спорт
Соревнования по парусному спорту в каждом из классов состояли из 10 или 12 гонок. Каждую гонку спортсмены начинали с общего старта. Победителем становился экипаж, первым пересекший финишную черту. Количество очков, идущих в общий зачёт, соответствовало занятому командой месту. 10 лучших экипажей по результатам предварительных заплывов попадали в медальную гонку, результаты которой также шли в общий зачёт. В медальной гонке, очки, полученные экипажем удваивались. В случае если участник соревнований не смог завершить гонку ему начислялось количество очков, равное количеству участников плюс один. При итоговом подсчёте очков не учитывался худший результат, показанный экипажем в одной из гонок. Сборная, набравшая наименьшее количество очков, становится олимпийским чемпионом.
Мужчины
| Класс | Спортсмены                   | Гонка | Гонка | Гонка | Гонка | Гонка | Гонка | Гонка | Гонка | Гонка | Гонка  | Гонка         | Гонка         | Гонка         | Очки | Место |
| Класс | Спортсмены                   | 1     | 2     | 3     | 4     | 5     | 6     | 7     | 8     | 9     | 10     | 11            | 12            | M             | Очки | Место |
| ----- | ---------------------------- | ----- | ----- | ----- | ----- | ----- | ----- | ----- | ----- | ----- | ------ | ------------- | ------------- | ------------- | ---- | ----- |
| Лазер | Финн Линч                    | 14    | 27    | 15    | 39    | 18    | 27    | 33    | 30    | 40    | 47 BFD | не проводится | не проводится | не участвовал | 243  | 32    |
| 49-й  | Райан Ситон Мэттью Макговерн |       |       |       |       |       |       |       |       |       |        |               |               |               |      |       |

Женщины
В классе «Лазер Радиал» Ирландию представляла Аннализ Мёрфи, которая на Играх 2012 года заняла 4-е место. Мёрфи только в одной гонке смогла прийти к финишу первой, но стабильно высокие результаты, показанные в других гонках позволили ирландке до последнего бороться за победу. По итогам медальной гонки Мёрфи смогла подняться с третьего места на второе, но чтобы догнать лидера соревнований голландку Марит Бауместер, ей не хватило 6 очков.
| Класс        | Спортсмены                  | Гонка | Гонка | Гонка | Гонка | Гонка | Гонка | Гонка | Гонка | Гонка | Гонка | Гонка         | Гонка         | Гонка | Очки | Место |
| Класс        | Спортсмены                  | 1     | 2     | 3     | 4     | 5     | 6     | 7     | 8     | 9     | 10    | 11            | 12            | M     | Очки | Место |
| ------------ | --------------------------- | ----- | ----- | ----- | ----- | ----- | ----- | ----- | ----- | ----- | ----- | ------------- | ------------- | ----- | ---- | ----- |
| Лазер Радиал | Аннализ Мёрфи               | 1     | 13    | 4     | 7     | 5     | 2     | 17    | 12    | 6     | 7     | Не проводится | Не проводится | 10    | 67   | 2     |
| 49-й FX      | Андреа Брюстер Саския Тайди |       |       |       |       |       |       |       |       |       |       |               |               |       |      |       |

### Современное пятиборье
Современное пятиборье включает в себя: стрельбу, плавание, фехтование, верховую езду и бег. Как и на предыдущих Играх бег и стрельба были объединены в один вид — комбайн. В комбайне спортсмены стартовали с гандикапом, набранным за предыдущие три дисциплины (4 очка = 1 секунда). Олимпийским чемпионом становится спортсмен, который пересекает финишную линию первым.
Мужчины
| Соревнование      | Спортсмены            | Фехтование | Фехтование | Фехтование | Плавание | Плавание | Плавание | Верховая езда | Верховая езда | Верховая езда | Комбайн | Комбайн | Комбайн | Всего     | Всего |
| Соревнование      | Спортсмены            | Побед      | Очки       | Место      | Время    | Очки     | Место    | Штраф         | Очки          | Место         | Время   | Очки    | Место   | Результат | Место |
| ----------------- | --------------------- | ---------- | ---------- | ---------- | -------- | -------- | -------- | ------------- | ------------- | ------------- | ------- | ------- | ------- | --------- | ----- |
| личное первенство | Артур Ланиган-О’Киффе |            |            |            |          |          |          |               |               |               |         |         |         |           |       |

Женщины
| Соревнование      | Спортсмены   | Фехтование | Фехтование | Фехтование | Плавание | Плавание | Плавание | Верховая езда | Верховая езда | Верховая езда | Комбайн | Комбайн | Комбайн | Всего     | Всего |
| Соревнование      | Спортсмены   | Побед      | Очки       | Место      | Время    | Очки     | Место    | Штраф         | Очки          | Место         | Время   | Очки    | Место   | Результат | Место |
| ----------------- | ------------ | ---------- | ---------- | ---------- | -------- | -------- | -------- | ------------- | ------------- | ------------- | ------- | ------- | ------- | --------- | ----- |
| личное первенство | Наталья Койл |            |            |            |          |          |          |               |               |               |         |         |         |           |       |

### Триатлон
Соревнования по триатлону пройдут на территории форта Копакабана. Дистанция состоит из 3-х этапов — плавание (1,5 км), велоспорт (43 км), бег (10 км).
Мужчины
| Соревнование              | Спортсмены | Плавание | Смена | Велоспорт | Смена | Бег | Итоговое время | Место | Отставание |
| ------------------------- | ---------- | -------- | ----- | --------- | ----- | --- | -------------- | ----- | ---------- |
| индивидуальное первенство | Брайан Кин |          |       |           |       |     |                |       |            |

Женщины
| Соревнование              | Спортсмены | Плавание | Смена | Велоспорт | Смена | Бег | Итоговое время | Место | Отставание |
| ------------------------- | ---------- | -------- | ----- | --------- | ----- | --- | -------------- | ----- | ---------- |
| индивидуальное первенство | Эйлин Рид  |          |       |           |       |     |                |       |            |

### Хоккей на траве

#### Мужчины
Мужская сборная Ирландии квалифицировалась на Игры по итогам полуфинала Мировой лиги 2014/15.
Состав
| Номер         | Имя     | Дата рождения | Рост, см | Вес, кг | Клуб    | Игры    | Голы    |
| Вратари       | Вратари | Вратари       | Вратари  | Вратари | Вратари | Вратари | Вратари |
| ------------- | ------- | ------------- | -------- | ------- | ------- | ------- | ------- |
|               |         |               |          |         |         |         |         |
| Защитники     |         |               |          |         |         |         |         |
|               |         |               |          |         |         |         |         |
| Полузащитники |         |               |          |         |         |         |         |
|               |         |               |          |         |         |         |         |
| Нападающие    |         |               |          |         |         |         |         |
|               |         |               |          |         |         |         |         |

| Имя          | Гражданство | Дата рождения |
| ------------ | ----------- | ------------- |
| Крэйг Фултон | ЮАР         | 6 ноября 1974 |

Результаты
Групповой этап (Группа B)
| Место | Команда    | И | В | Н | П | ГЗ | ГП | +/- | Очки |
| ----- | ---------- | - | - | - | - | -- | -- | --- | ---- |
| 1     | Германия   | 5 | 4 | 1 | 0 | 17 | 10 | +7  | 13   |
| 2     | Нидерланды | 5 | 3 | 1 | 1 | 18 | 6  | +12 | 10   |
| 3     | Аргентина  | 5 | 2 | 2 | 1 | 14 | 12 | +2  | 8    |
| 4     | Индия      | 5 | 2 | 1 | 2 | 9  | 9  | +0  | 7    |
| 5     | Ирландия   | 5 | 1 | 0 | 4 | 10 | 16 | -6  | 3    |
| 6     | Канада     | 5 | 0 | 1 | 4 | 7  | 22 | -15 | 1    |

| 6 августа 2016 11:00 UTC-3                            | \| Индия \| 3:2 (1:0, 1:0, 0:1, 1:1) Протокол \| Ирландия \| \| Рагхунатх Воккалига 15' · Рупиндер Пал Сингх 26', 49' \| Голы \| Джон Джермин 45' · Конор Харт 56' \| | Олимпийский хоккейный центр, Рио-де-Жанейро Судьи: Грэм Мюррей, Франсиско Васкес |
| Индия                                                 | 3:2 (1:0, 1:0, 0:1, 1:1) Протокол | Ирландия                                                                         |
| Рагхунатх Воккалига 15' · Рупиндер Пал Сингх 26', 49' | Голы | Джон Джермин 45' · Конор Харт 56'                                                |

| 7 августа 2016 18:00 UTC-3                                                              | \| Нидерланды \| 5:0 (2:0, 0:0, 2:0, 1:0) Протокол \| Ирландия \| \| Минк ван дер Верден 7', 40' · Йоррит Крон 8' · Мирко Прёйсер 42' · Йерун Херцбергер 60' \| Голы \| \| | Олимпийский хоккейный центр, Рио-де-Жанейро Судьи: Нэтан Стагно, ТИм Пуллмен |
| Нидерланды                                                                              | 5:0 (2:0, 0:0, 2:0, 1:0) Протокол | Ирландия                                                                     |
| Минк ван дер Верден 7', 40' · Йоррит Крон 8' · Мирко Прёйсер 42' · Йерун Херцбергер 60' | Голы |                                                                              |

| 9 августа 2016 12:30 UTC-3                 | \| Германия \| 3:2 (1:0, 0:1, 2:0, 0:1) Протокол \| Ирландия \| \| Мориц Фюрсте 13', 38' · Мартин Цвиккер 42' \| Голы \| Юджин Маги 26' · Майкл Дарлинг 59' \| | Олимпийский хоккейный центр, Рио-де-Жанейро Судьи: Марсело Серветто Лим Хун Чжэнь |
| Германия                                   | 3:2 (1:0, 0:1, 2:0, 0:1) Протокол | Ирландия                                                                          |
| Мориц Фюрсте 13', 38' · Мартин Цвиккер 42' | Голы | Юджин Маги 26' · Майкл Дарлинг 59'                                                |

| 11 августа 2016 11:00 UTC-3 | \| Ирландия \| \| Канада \| | Олимпийский хоккейный центр, Рио-де-Жанейро |
| Ирландия                    |                             | Канада                                      |

| 12 августа 2016 19:30 UTC-3 | \| Ирландия \| \| Аргентина \| | Олимпийский хоккейный центр, Рио-де-Жанейро |
| Ирландия                    |                                | Аргентина                                   |